# HMS Erebus (1916)
HMS Erebus (Эре́бус) — монитор Королевских ВМС Великобритании, головной корабль серии из двух мониторов (второй — «Террор»). Участвовал в Первой мировой войне, британской интервенции в Россию и Второй мировой войне. Известен тем, что в 1917 году стал первым в истории кораблём, против которого было успешно применено телеуправляемое оружие.
«Эребус» стал пятым британским кораблём, носившим это название.

## Постройка и оснащение
Заказ на постройку монитора поступил в 1915 году. «Эребус» был заложен на верфи «Харленд и Вулф» в Говэне (район Глазго). При испытаниях корабль развил ход в 14,1 узел при мощности машины в 7244 л. с..
Главный калибр «Эребуса» составили два 381-мм орудия в башне (модели Mk I, снятые с британского монитора «Маршал Ней»). Вспомогательный калибр составляли два 152-мм орудия в каземате. Дальность стрельбы главного калибра была исключительно велика благодаря увеличенной высоте барбета, которая позволила увеличить угол возвышения орудий — до 40 тысяч ярдов (примерно 36 560 м).
Подводная защита рассматривалась как весьма мощная для своего времени. Корабль имел развитую систему булей (дополнительных продольных полых наделок на бортах) по всей длине корпуса. В целом, «Эребус» считался одним из наиболее мощных кораблей своего класса в Королевском флоте времён Первой мировой. Мореходные качества корабля также рассматривались как хорошие для монитора.

## История службы

### Первая мировая война
Корабль вошел в строй в сентябре 1916 года и сразу был развёрнут там, где командование и планировало его задействовать — у бельгийского побережья. Он участвовал в обстрелах немецких позиций у Зебрюгге.
28 октября 1917 года «Эребус» находился в 40 милях от бельгийского порта Остенде. Германское командование, знавшее о присутствии в том районе британских кораблей, приняло решение применить против них дистанционно управляемый катер с зарядом взрывчатого вещества — FL-12, разработанный фирмой «Сименс». Этот катер нёс заряд в 230 кг и управлялся по проводам. Он был выведен в море в 13:20 и первые 25 минут управлялся с берега, затем управление взял на себя самолёт, который в 14:18 направил катер в атаку. FL-12 ударил «Эребус» практически в середину борта. Взрыв не нанёс монитору тяжёлых повреждений, но в буле образовалась большая пробоина. Монитор своим ходом вернулся в базу. Ремонт занял две недели.

### Межвоенный период
В 1918 году «Эребус» был оборудован для учебных целей. Тем не менее, он находился в составе морских сил, участвовавших в английской интервенции в Россию в 1919 году. Корабль действовал на Балтийском и Белом морях. В 1938 году было решено отправить его в Южную Африку, после чего корабль был поставлен в Саутгемптоне на переоснащение. Однако начавшаяся война прервала эту работу.

### Вторая мировая война
После начала войны монитор был включён в состав Флота метрополии. Весь 1939 и часть 1940 года он провел в базе на дооснащении, но в октябре 1940-го принял участие в обстреле немецких позиций у Дюнкерка.
В январе 1942 года, после начала войны с Японией, «Эребус» был направлен на восточный театр и в марте прибыл в порт Тринкомали. 9 апреля он, находясь в гавани, был атакован японскими палубными самолётами эскадры адмирала Т. Нагумо, наносившими удар по британским силам у Цейлона. Корабль вёл интенсивный зенитный огонь и, в свою очередь, получил повреждения; среди экипажа имелись потери. Местных возможностей было недостаточно для ремонта, поэтому для исправления повреждений «Эребус» ушёл в Бомбей. Ремонт продолжался с мая по июль. После этого монитор был направлен к Мадагаскару, где присоединился к другим кораблям Королевского флота, прикрывавшим операцию по захвату этой французской колонии. В конце 1942 года «Эребус», обогнув Африку с юга, вернулся в Великобританию и снова вошёл в состав Флота метрополии.
Весной 1943 года корабль был направлен в Средиземное море. В июле-сентябре он осуществлял артиллерийскую поддержку при высадке союзников на Сицилии и в южной Италии. 10 июля «Эребус» вёл огонь по целям близ Сиракуз, 12 июля обстрелял аэродром у Катании. Находясь в этом районе, корабль получил повреждения в результате удара Люфтваффе. 2-4 сентября поддерживал британские войска, высадившиеся в Калабрии. Он участвовал также в охранении конвоев.
«Эребус» активно участвовал в поддержке войск во время англо-американской высадки в Нормандии в июне 1944 года. 6 июня он вёл бой с двумя береговыми батареями. 10 августа монитор участвовал в бою с батареями Гавра, во время которого получил серьёзные повреждения и выбыл из строя на некоторое время, однако во время обстрела добился превосходного результата — около 30 попаданий в цель из 130 выстрелов. В ноябре 1944 года корабль привлекался для бомбардировки побережья Нидерландов (Валхерен) в ходе операции по взятию устья Шельды.
После войны монитор планировалось вновь отправить на Восток. Однако в 1946 году он был списан и в 1947-м сдан на слом в Инверкитинге.